# Lännasjön
Lännasjön är en sjö i Strängnäs kommun i Södermanland och ingår i Norrströms huvudavrinningsområde. Sjön har en area på 1,47 kvadratkilometer och ligger 20,1 meter över havet.

## Delavrinningsområde
Lännasjön ingår i det delavrinningsområde (657686-156661) som SMHI kallar för Utloppet av Lännasjön. Medelhöjden är 36 meter över havet och ytan är 23,25 kvadratkilometer. Räknas de 8 avrinningsområdena uppströms in blir den ackumulerade arean 136,9 kvadratkilometer. Råcksta å (Bergaån) som avvattnar avrinningsområdet har biflödesordning 2, vilket innebär att vattnet flödar genom totalt 2 vattendrag innan det når havet efter 86 kilometer. Avrinningsområdet består mestadels av skog (65 procent), öppen mark (11 procent) och jordbruk (14 procent). Avrinningsområdet har 1,46 kvadratkilometer vattenytor vilket ger det en sjöprocent på 6,3 procent. Bebyggelsen i området täcker en yta av 0,24 kvadratkilometer eller 1 procent av avrinningsområdet.